# Giáo hoàng Cônon
Cônon (Tiếng Latinh: Conon) là vị giáo hoàng thứ 83 của Giáo hội Công giáo. Theo niên giám tòa thánh năm 1806 thì ông đắc cử Giáo hoàng vào năm 687 và ở ngôi Giáo hoàng trong vòng 11 tháng. Niên giám tòa thánh năm 2003 xác định triều đại của ông bắt đầu vào ngày 21 tháng 10 năm 686 và kết thúc vào ngày 21 tháng 9 năm 687.
Giáo hoàng Conon sinh tại Thrace, Hy Lạp. Ông là con của một sĩ quan đội quân Thrắc, ông học tại Sicilia và thụ phong linh mục tại Rôma. Ông đã được bầu làm Giáo hoàng vào lúc tuổi đã quá cao để cho quân đội Rôma và hàng giáo sĩ lúc bấy giờ đang bất hòa với nhau có thời gian nghỉ ngơi để tìm một người kế vị ngai thánh Phê-rô làm vừa lòng cả hai phe.
Trong triều Giáo hoàng của ông, ông đã nâng Thánh Kilianô, nhà truyền giáo Ái Nhĩ Lan, lên hàng Giám mục và sai đi rao giảng đức tin tại Francônia cùng với những người tùy tùng của ngài. Ông cũng đã thử giải quyết cuộc xung đột chia rẽ quân đội Rô-ma và hàng giáo sĩ, nhưng không có kết quả gì to tát.
Được phú bẩm lòng bác ái và tốt lành, ông giúp đỡ các tu viện. Conon không thể chống lại quyết định của Đại Giáo chủ Ravenna trong việc đổi mới cách sử dụng quyền phê chuẩn của hoàng đế đối với các Giáo hoàng mới đắc cử. Conon tùy ý sử dụng những ân huệ của hoàng đế Byzantin và Justinianô II, người rót lại cho ông một phần các thuế mà hoàng đế này đã thu trên các lãnh thổ của chính quyền Giáo hoàng.
Thời Giáo hoàng của ông, Giáo hội bị khủng hoảng trầm trọng. Ông bị tay chân xảo quyệt của hoàng đế Byzantine hãm hại. Có lẽ ông chết vì bị đầu độc. Nguồn khác cho rằng, ông đã từ trần vì ốm nặng. Trong triều đại của ông có hai ngụy Giáo hoàng là Theodoreus,...687, và Pascal, 687.